# Hexiangqiao
Hexiangqiao (kinesiska: 荷香桥, 荷香桥镇) är en köpinghuvudort i Kina. Den ligger i provinsen Hunan, i den södra delen av landet, omkring 230 kilometer sydväst om provinshuvudstaden Changsha. Antalet invånare är 52 998. Befolkningen består av 24 710 kvinnor och 28 288 män. Barn under 15 år utgör 24,0 %, vuxna 15-64 år 65 %, och äldre över 65 år 10,0 %.
Runt Hexiangqiao är det tätbefolkat, med 369 invånare per kvadratkilometer. Närmaste större samhälle är Xiyangjiang, 13,7 km väster om Hexiangqiao. I omgivningarna runt Hexiangqiao växer huvudsakligen savannskog.
Genomsnittlig årsnederbörd är 1 620 millimeter. Den regnigaste månaden är maj, med i genomsnitt 246 mm nederbörd, och den torraste är oktober, med 50 mm nederbörd.